# 阿武聰信
阿武 聰信（あんの としのぶ、1928年7月25日 - 没年不詳）は、日本の構造化学者。

## 経歴・人物
福岡市中央区に生まれる。1945年3月福岡県中学修猷館、1948年3月旧制福岡高等学校を経て、1951年3月九州大学理学部化学科卒業。1955年3月同大学大学院研究奨学生修了。
1955年4月九州大学講師に採用され、1959年9月から1961年10月まで分子の電子構造研究のためイギリスに出張、その間1959年10月理学博士の学位を取得。1962年5月九州大学助教授、1962年6月から同年9月までパラベンゾキノンの振動スペクトルの研究のためアメリカ合衆国に出張、1963年6月から同年10月までパラベンゾキノンの電子構造の研究のためアメリカ合衆国に出張。
1969年10月九州大学教養学部教授に就任。1981年4月同大学大学院理学研究科担当を命じられる。1985年4月同大学薬学部講師を併任。1992年3月停年退職。同年5月九州大学名誉教授。1992年4月下関市立大学教授に就任、1996年3月同大学停年退職。
1967年4月佐賀大学文理学部講師、1968年4月福岡教育大学講師、1990年10月長崎大学工学部講師、1991年4月熊本大学理学部講師も務めている。
2009年4月瑞宝中綬章受章。